# Senzorická integrace
Senzorickou integraci lze chápat jako teorii, která popisuje:
1. proces zpracování a integrace smyslových informací z vnějšího prostředí a z vlastního těla,
2. z toho vycházející dysfunkce senzorické integrace,
3. intervenční přístup, terapii.

Teorie senzorické integrace vysvětluje vztah mezi zpracováním smyslových podnětů a chováním jednotlivce. Americká ergoterapeutka A. J. Ayres také říká, že učení závisí na senzorické integraci, problémy se senzorickou integrací zapříčiňují potíže v učení a také, že cílenou podporou senzorické integrace může dojít ke zlepšení v oblasti učení. Autorkou teorie senzorické integrace je A. J. Ayres, Ph.D., OTR, jejíž klinický náhled a výzkum přinesly revoluci v oblasti ergoterapie s dětmi. Ve své publikaci Senzorická integrace a dítě (Sensory Integration and the Child) napsala: ,,Senzorická integrace je organizace informací za účelem použití. Naše smysly nám dávají informace o našem těle a okolním prostředí... a mozek musí všechny tyto informace zpracovat, aby se člověk mohl učit a chovat přiměřeným způsobem." Proces senzorické integrace je u většiny jednotlivců efektivní. To znamená, že přijímáme a zpracováváme informace a přiměřeně na ně reagujeme. Registrujeme, orientujeme se, interpretujeme a reagujeme způsobem, který je dané situaci přiměřený. Regulační schopnost mozku nebo modulace smyslových zpráv podporuje tento výkon pomocí integrace informací. Výsledkem je pak chování nebo jednání, které je v souladu se záměrem jednotlivce. Pro senzorickou integraci jsou klíčové tři smyslové systémy, a to vestibulární vnímání, propriocepce a taktilní vnímání. Jsou považovány za základní smysly a jsou východiskem pro rozvoj ostatních systémů, hlavně auditivního a vizuálního, a ovlivňují rozvoj ostatních funkcí, jako: řeč, motorické plánování, koordinace pohybů, pozornost, emoční kontrola, úroveň aktivity, školní dovednosti.

## Dysfunkce senzorické integrace
Jednotlivci, jejichž zpracování smyslových podnětů není správné, mají potíže v jedné nebo více oblastech smyslového vnímání nebo v některém bodě procesu integrace. Teorie SI vysvětluje deficity v učení a v chování jednotlivce, jejichž příčina ale není v jasném viditelném poškození centrálního nervového systému. Abychom mohli mluvit o dysfunkcích senzorické integrace, musí být jasně prokazatelné deficity ve zpracování vestibulárních, proprioceptivních a taktilních podnětů. Dysfunkce senzorické integrace se mohou vyskytovat samostatně, ale často se vyskytují spolu s jinými diagnózami, zejména s poruchami autistického spektra, ADD/ADHD (porucha pozornosti bez hyperaktivity/porucha pozornosti s hyperaktivitou), specifickými poruchami učení… Mohou se vyskytovat jak u dětí, tak u dospělých (zejména s psychiatrickými diagnózami). Výsledkem dysfunkce SI jsou potíže v emoční regulaci, regulaci chování, potíže v učení, percepčně-motorických funkcích, pozornosti.
Na základě zjištění A. J. Ayers můžeme hovořit o těchto typech dysfunkcí SI: vestibulárně-proprioceptivní porucha bilaterální integrace a sekvencování, porucha taktilní diskriminace, taktilní defenzivita a somatodyspraxie. Existuje i jiná klasifikace poruch, která uvádí tři kategorie: poruchy diskriminace, poruchy modulace, motorické poruchy na senzorické bázi.

## Terapie senzorické integrace
Cílem terapie SI je zlepšení procesu senzorické integrace. Je založena na cílené stimulaci vestibulárního, proprioceptivního a taktilního systému, která má dítěti pomoci lépe integrovat příchozí smyslové vstupy a formovat adaptivní odpovědi. Uskutečňuje se v místnosti, která je přizpůsobena k tomu, aby zahrnovala nabídky zejména pro vestibulární, proprioceptivní a taktilní vnímání. Místnost a terapeut má dítě podpořit v pohybu a vlastní aktivitě. Aktivity během terapie jsou zábavné, dítě chce být na nich aktivně účastné. Jsou pro něj zároveň "tou správnou výzvou". Záměrem terapie SI není nácvik konkrétních dovedností, ale budování "adaptivních odpovědí" – dítě postupně přizpůsobuje své chování a přiměřeně reaguje na jednotlivé situace a aktivity. Je zaměřena na dítě – terapie se děje prostřednictvím hry a hrových aktivit. V principu je terapie nedirektivní. Terapeut se nechává nasměrovat dítětem a zajišťuje, aby dítě bylo úspěšné a vidělo smysluplnost svého jednání.
Prostředí pro terapii senzorické integrace by mělo být dostatečně prostorné, bezpečné a vybavené pomůckami jako jsou speciální houpačky, trampolíny, pojízdné desky, nakloněné roviny, žíněnky, různé měkké prvky, válce, míče a škála taktilního materiálu.